# فولدا

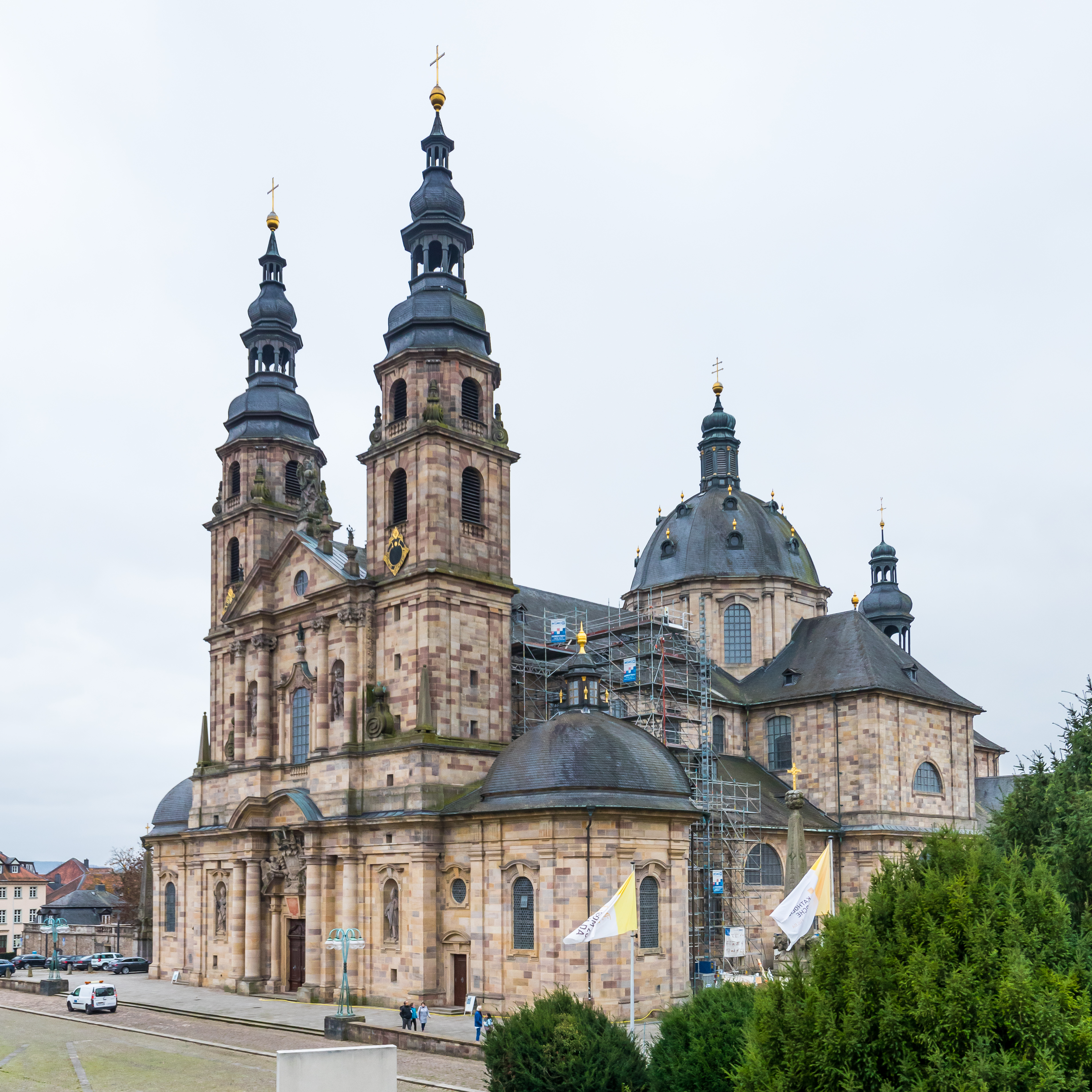
نمایی از کلیسای فولدا.

فولدا (به آلمانی: Fulda)، شهری در ایالت هسن آلمان است. این شهر به خطوط راه‌آهن آلمان متصل است. این شهر در سال ۲۰۰۹ بیش از ۶۴٬۰۰۰ نفر جمعیت داشت.

## نگارخانه

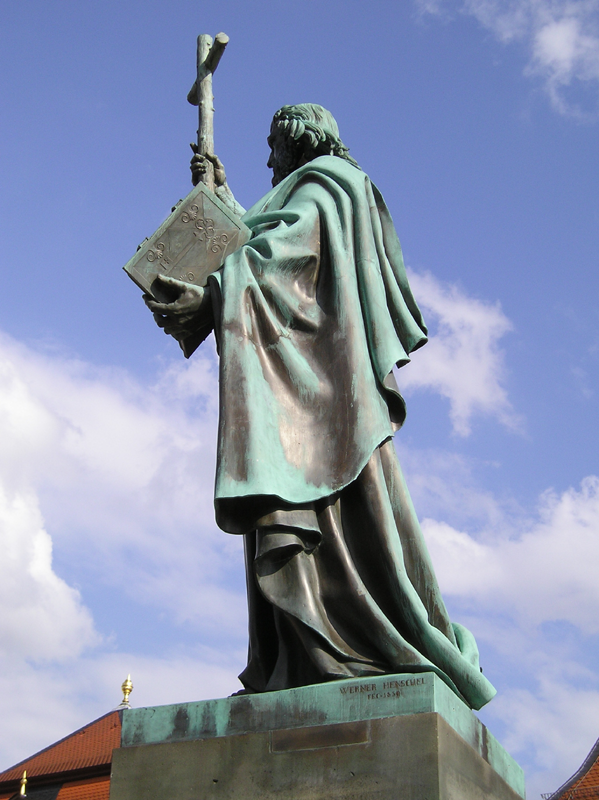
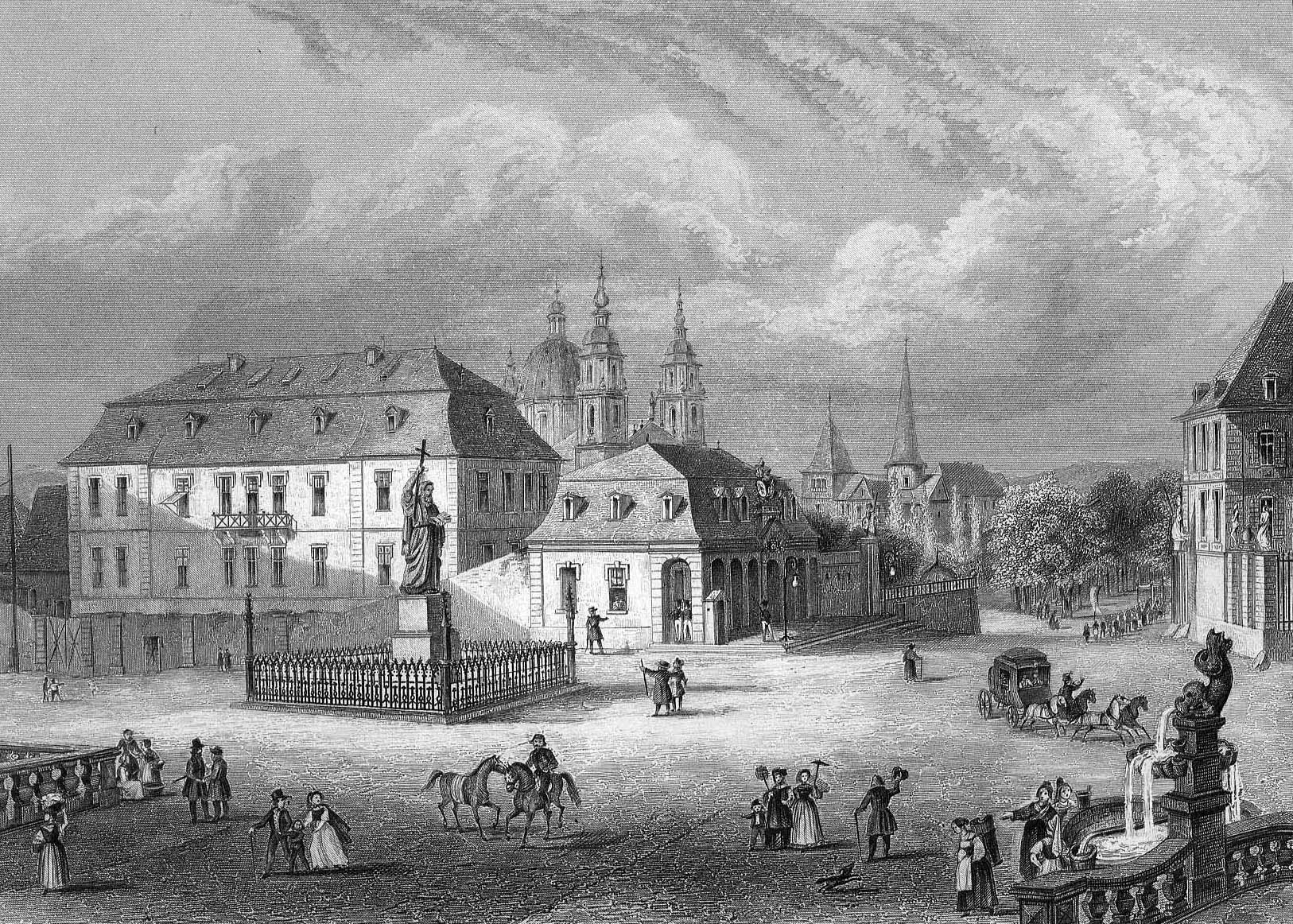
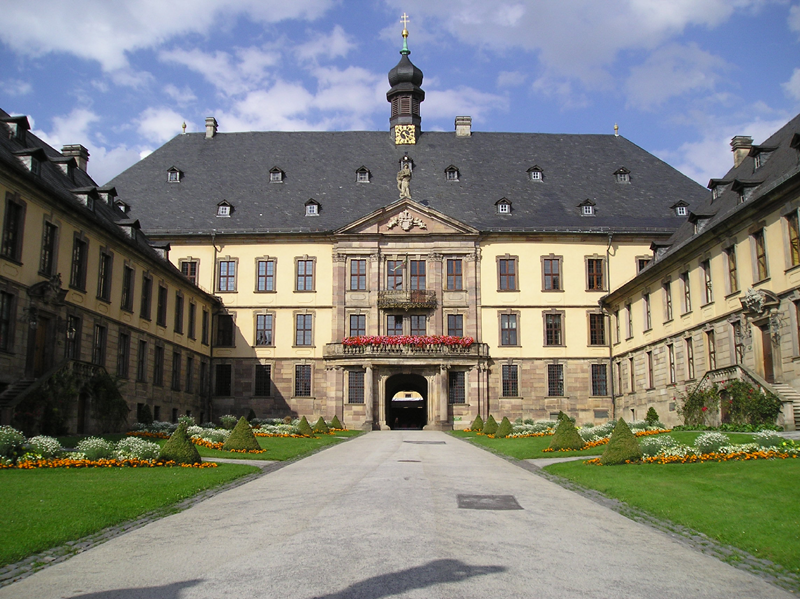
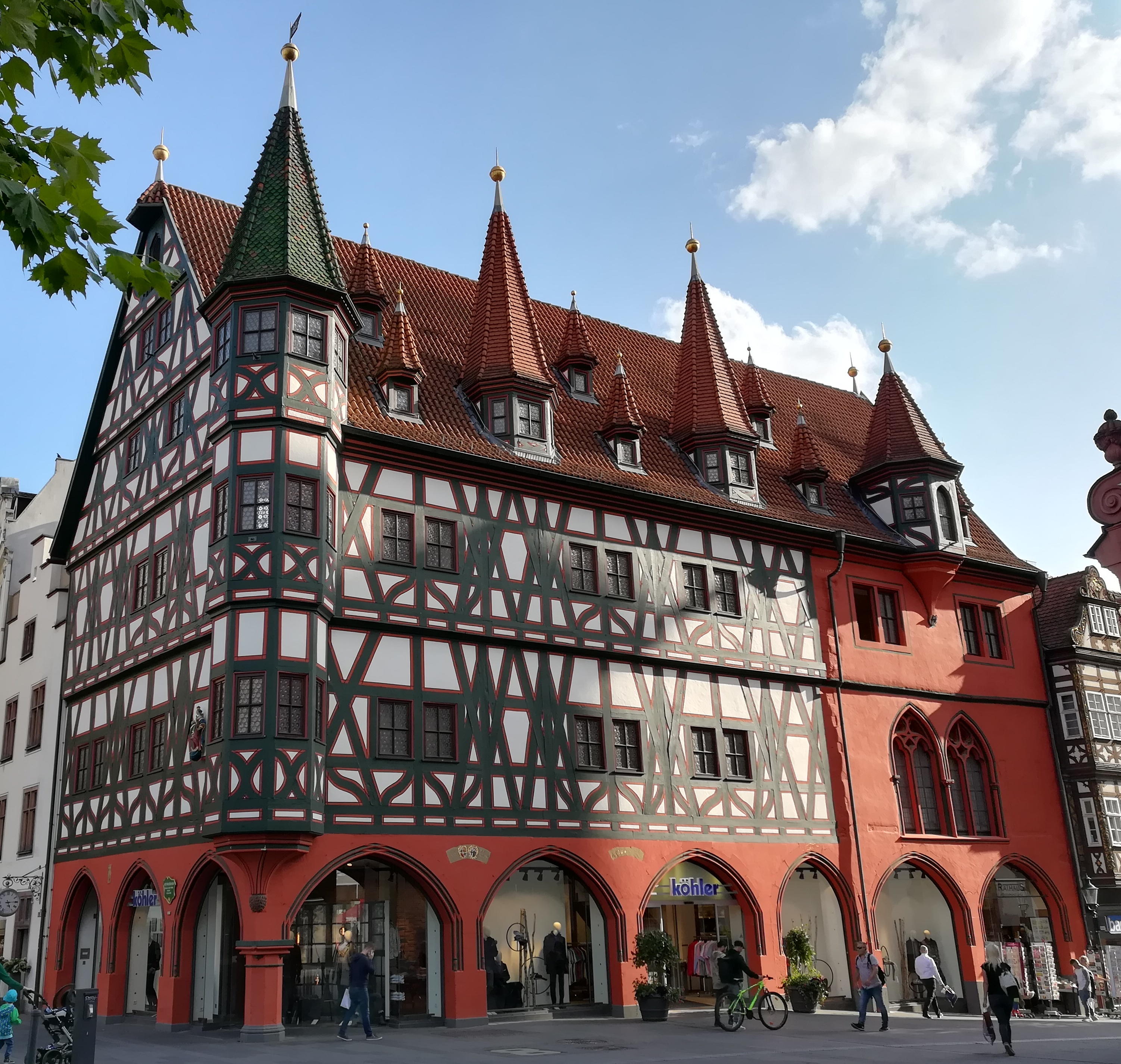
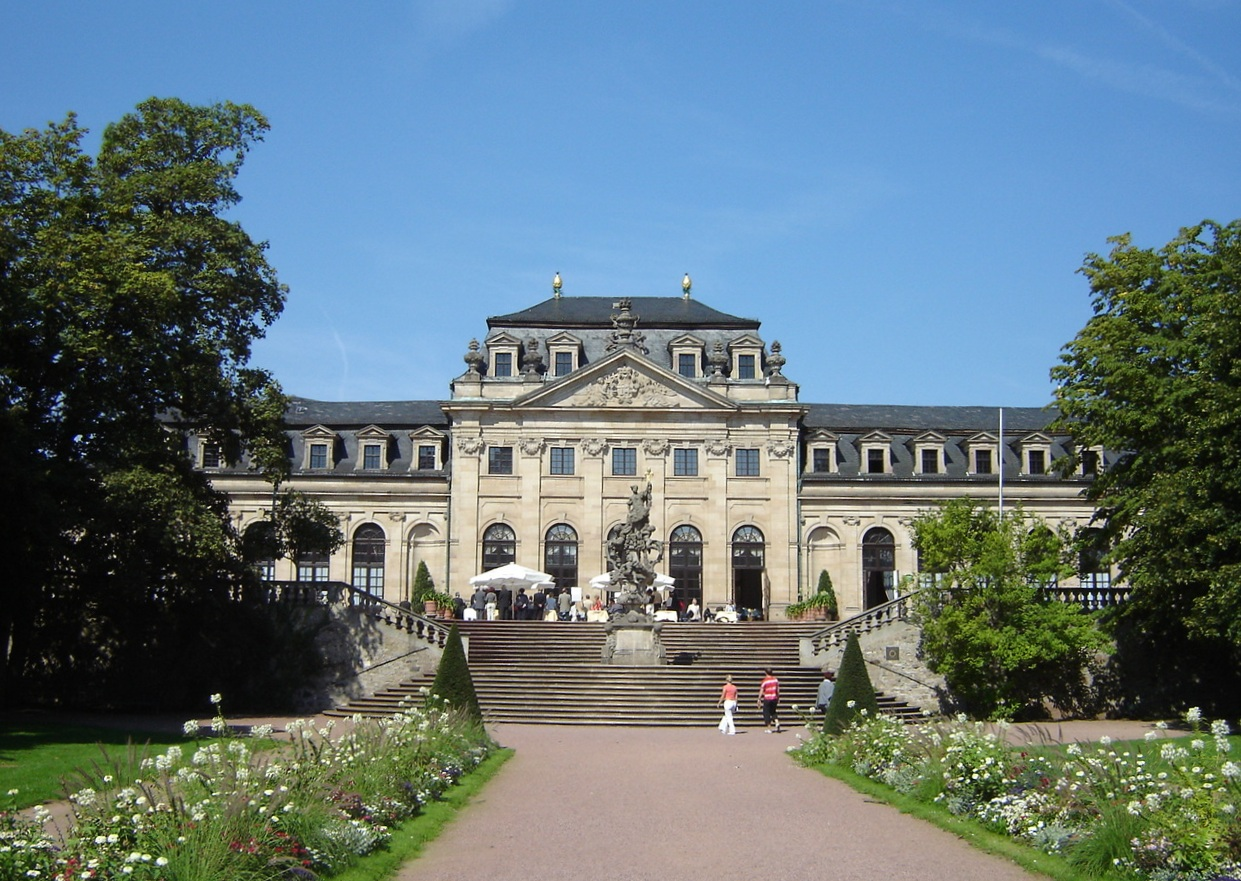
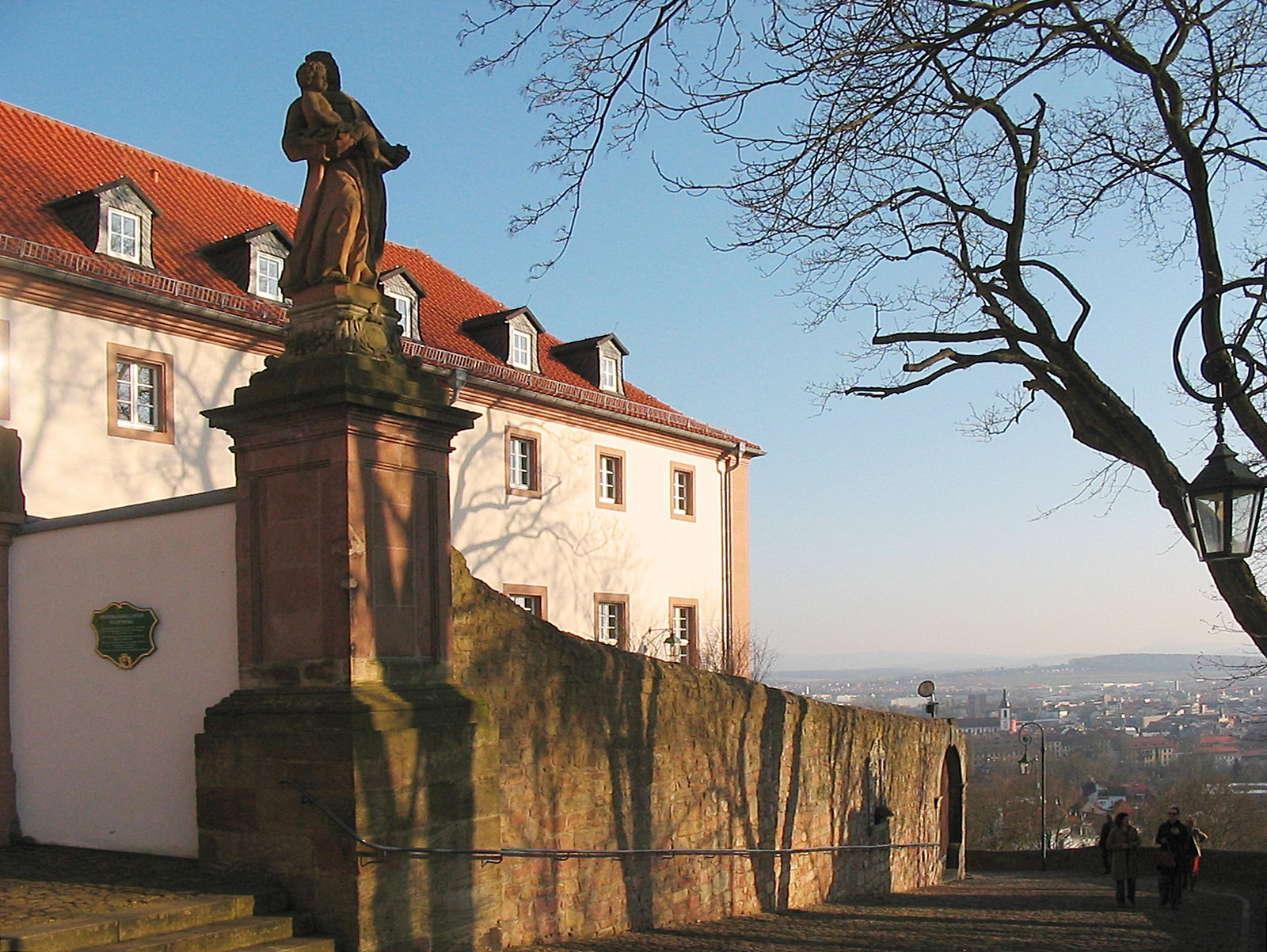
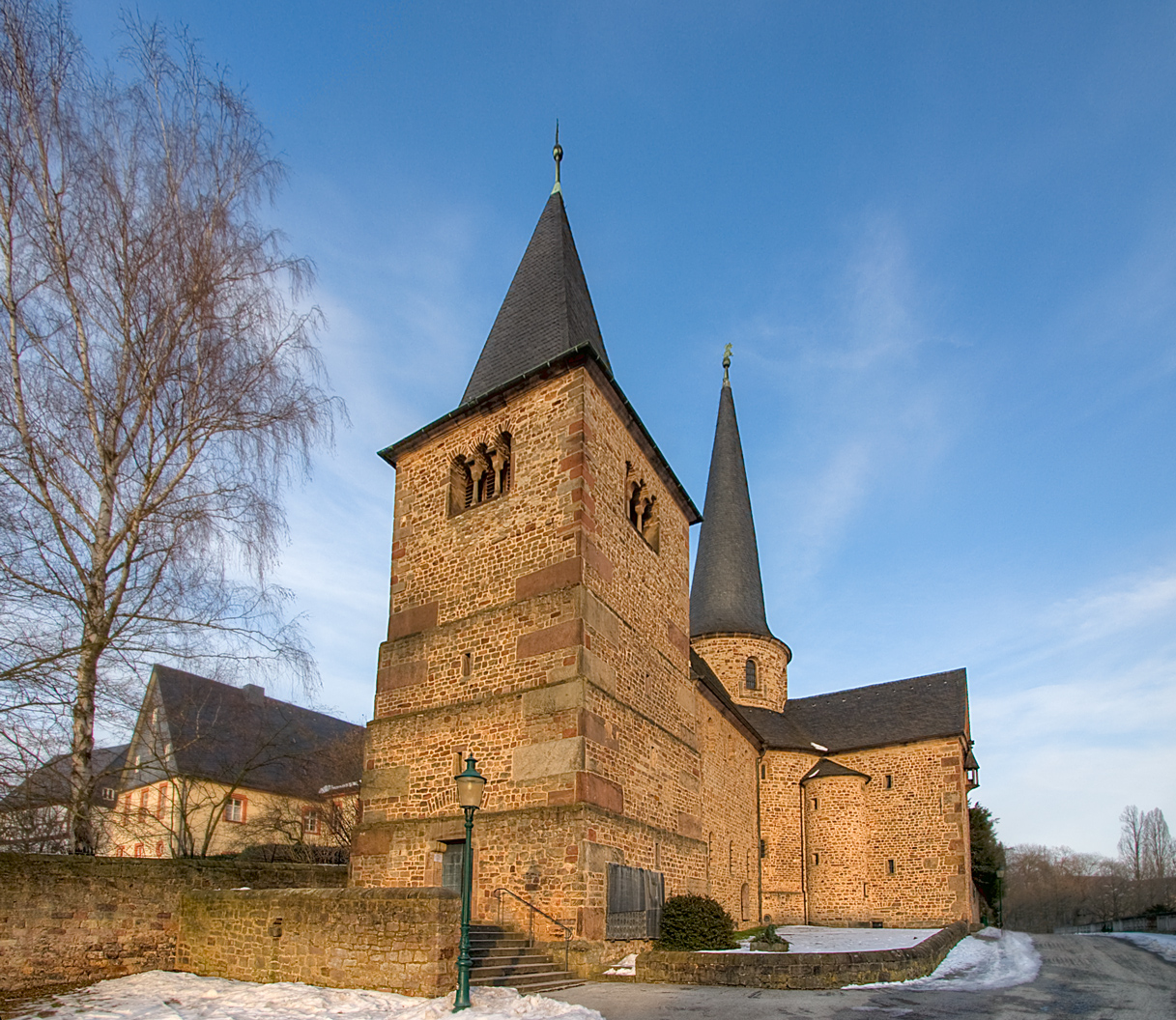
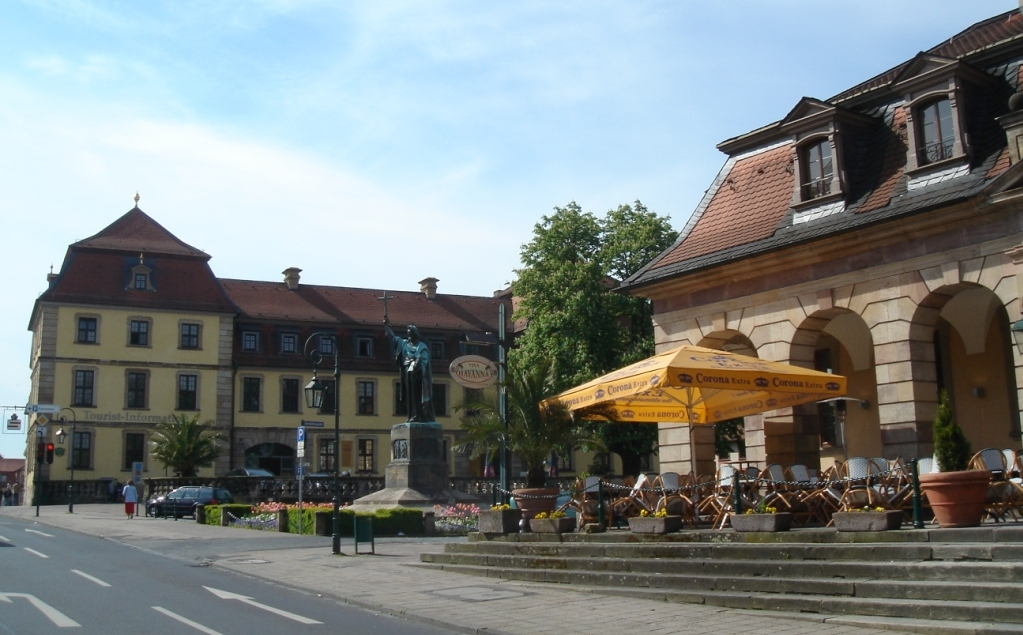
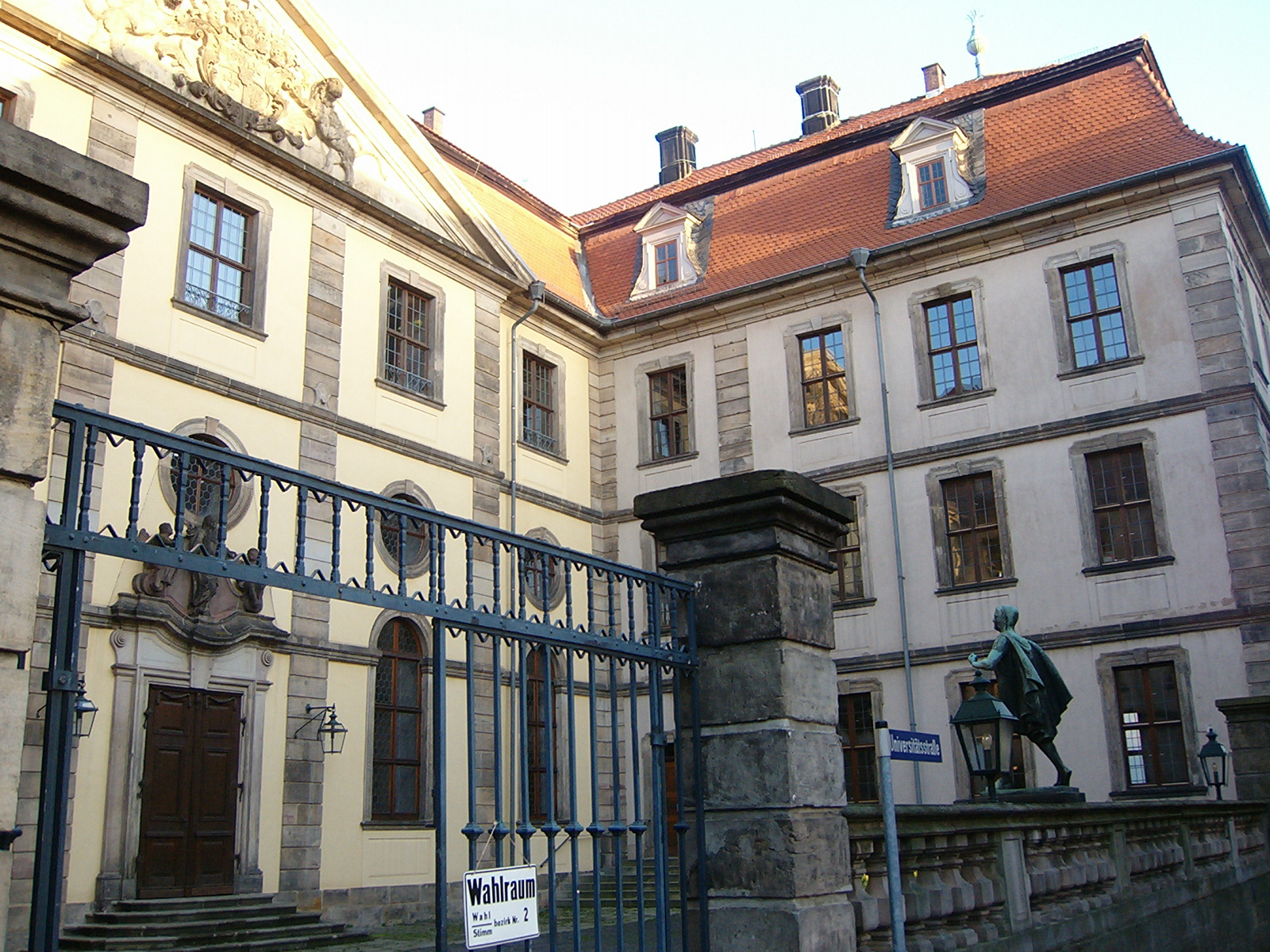